# 척 앤 래리
《척 앤 래리》(영어: I Now Pronounce You Chuck & Larry, 짧게 줄인 Chuck & Larry로도 알려져있다)는 미국에서 제작된 데니스 두건 감독의 2007년 코미디 영화이다. 애덤 샌들러, 케빈 제임스 등이 출연하였고, 마이클 보스틱 등이 제작에 참여하였다.

## 출연
- 애덤 샌들러
- 케빈 제임스
- 제시카 빌
- 빙 레임스
- 닉 스워드슨
- 스티브 부세미
- 댄 애크로이드
- 니컬러스 터투로
- 리처드 체임벌린
- 메리 팻 글리슨
- 레이철 드래치
- 맷 윈스턴
- 피터 단테이
- 앨런 코버트
- 랜스 배스
- 데이브 매슈스
- 블레이크 클라크
- 샨드라 웨스트
- 틸라 테킬라
- 제이미 정
- 로버트 스마이글
- 데이비드 스페이드
- 롭 슈나이더
- 짐 포드

## 기타 제작진
- 협력 제작: 어맨다 모건 파머
- 배역: 로저 머슨든
- 미술: 페리 앤덜린 블레이크
- 의상: 엘런 러터

## 같이 보기
- 위장 결혼